# لويس فرناندو لوبيز
لويس فرناندو لوبيز إيرازو (بالإسبانية: Luis Fernando López Erazo) هو متسابق مشي كولومبي ولد في يوم 3 يونيو 1979 في مدينة باستو في مقاطعة نارينيو في كولومبيا، أبرز إنجازاته هو فوزه بالميدالية الذهبية في بطولة العالم لألعاب القوى 2011 في دايغو في كوريا الجنوبية في سباق 20 كلم مشي، أفضل رقم له في سباق 20 كلم هو 1:20:53.6 سجله في ليما في البيرو في يونيو 2009، كما سجل رقم 40:33.87 دقيقة في سباق 10 كلم مشي في كاتانيا في إيطاليا في سنة 2003.

## روابط خارجية
- لويس فرناندو لوبيز على موقع الاتحاد الدولي لألعاب القوى (الإنجليزية)
- لويس فرناندو لوبيز على موقع اللجنة الأولمبية الدولية (الإنجليزية)
- لويس فرناندو لوبيز على موقع أوليمبيديا (الإنجليزية)